# Brassia maculata
Brassia maculata (tên tiếng Anh là Spotted Brassia) là một loài phong lan.

## Hình ảnh

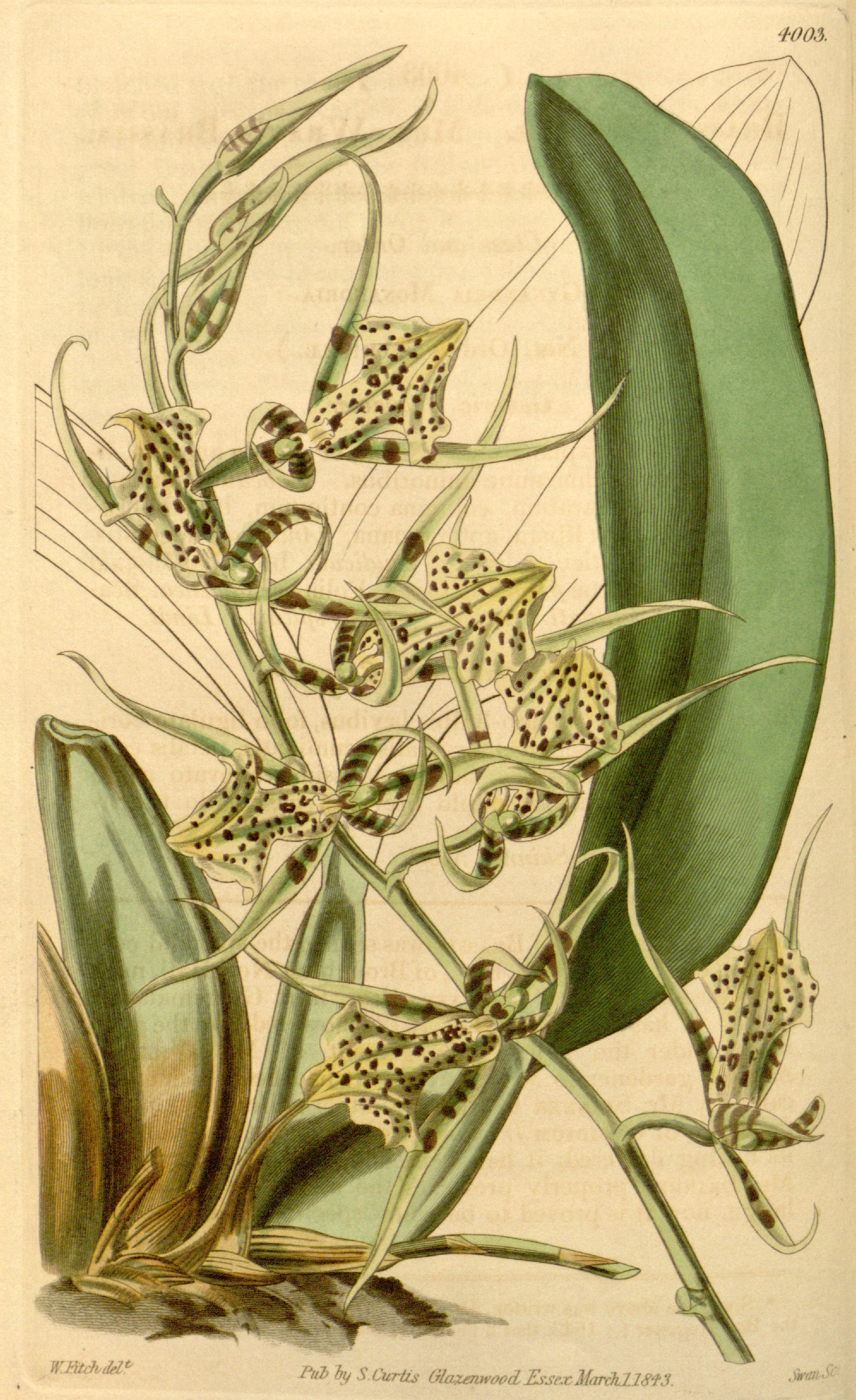
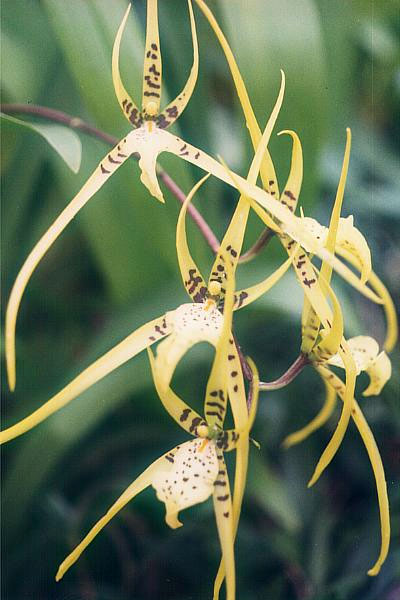
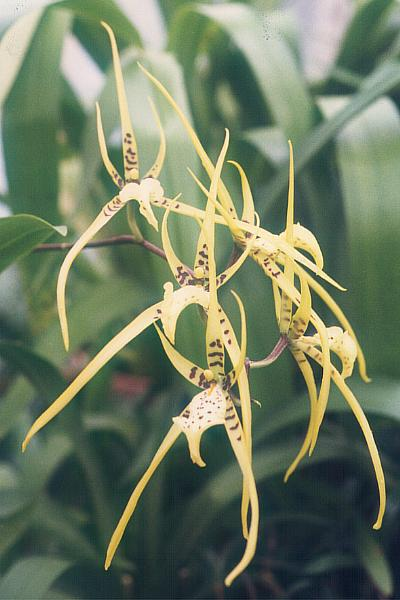
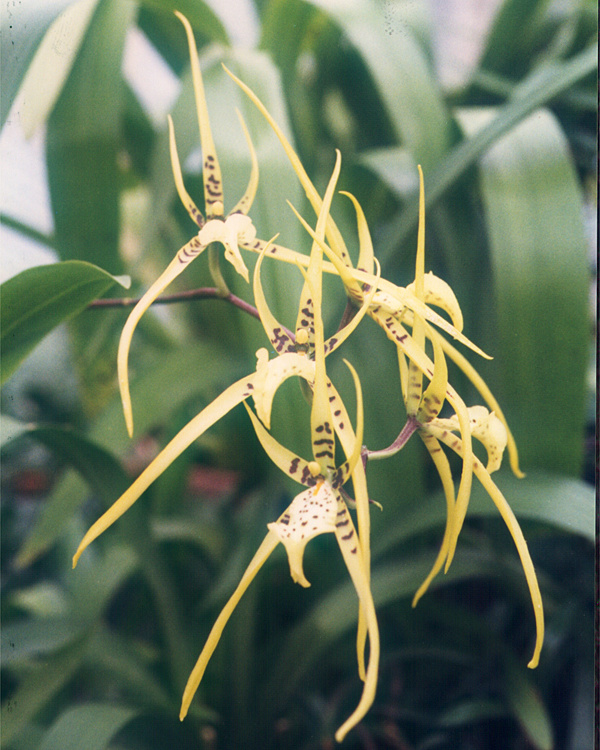